# Griffith C. Evans
Pour les articles homonymes, voir Evans.
Griffith Conrad Evans (11 mai 1887 - 8 décembre 1973) est un mathématicien américain. Il a passé la plus grande partie de sa carrière à l’Université de Californie à Berkeley et il est en grande partie responsable du fait que le département de mathématiques de Berkeley est devenu un département de recherche de premier plan ayant recruté de nombreux mathématiciens notables dans les années 1930 et 1940.

## Biographie
Evans obtient son doctorat à Harvard en 1910 sous la direction de Maxime Bôcher, avec une thèse sur l’équation intégrale de Volterra, après quoi il effectue un stage post-doctoral pendant deux ans à l’Université de Rome grâce à une bourse Sheldon de Harvard . L’expérience de travailler sous la direction de Vito Volterra a façonné sa vie intellectuelle et conforté son intérêt pour l’application des mathématiques à un large éventail de domaines. Evans devient proche de Volterra lors de son séjour à Rome, étant invité à plusieurs reprises à déjeuner avec la famille Volterra ; il restera en contact avec Virginia Volterra jusqu'aux années 1960.
Evans est nommé professeur adjoint à l'Université Rice en 1912, avec une lettre de recommandation de Volterra, et promu au rang de professeur en 1916 . Il épouse Isabel Mary John en 1917 et ils auront trois enfants. Pendant son séjour à Rice, il réussit à attirer des mathématiciens importants en tant que professeurs invités, tels que Szolem Mandelbrojt, Tibor Radó et Karl Menger. Ses premières recherches portent sur l'analyse fonctionnelle, la théorie du potentiel, les équations intégrales et l'économie mathématique.
En 1934, il s'installe à l'Université de Californie à Berkeley pour diriger le département de mathématiques. Evans y est chargé d'améliorer le département, y compris en initiant un programme d'études supérieures. Une grande partie de son succès est due à sa capacité à recruter de nombreux mathématiciens de recherche remarquables, dont Hans Lewy, Jerzy Neyman et Alfred Tarski. Ses propres travaux de recherche portent sur la théorie du potentiel et les mathématiques appliquées à l'économie. Il préside le département de Berkeley jusqu'en 1949 et prend sa retraite en 1955, donnant finalement son nom au bâtiment Evans Hall (en) à Berkeley.

## Économie mathématique
Le premier travail de Evans en économie mathématique est intitulé A Simple Theory of Competition et reprend le modèle monopole/duopole d’Antoine-Augustin Cournot. Evans élargit considérablement le travail de Cournot en explorant les implications analytiques de diverses hypothèses quant au comportement et aux objectifs du monopoliste ou des duopolistes. Son ouvrage suivant, The Dynamics of Monopoly publié en 1924, est l'un des premiers à appliquer le calcul des variations à la théorie économique. Il inscrit le même problème de monopole à présent dans un cadre intertemporel, c’est-à-dire que, au lieu de rechercher la maximisation immédiate du profit, le monopoliste cherche à faire le maximum de ses profits sur un intervalle de temps. Son travail a été suivi par un de ses étudiants en doctorat, Charles F. Roos (en), qui a généralisé son modèle de monopole à un cas avec plusieurs entreprises concurrentes. Roos a également réussi à exprimer ce modèle dans un cadre d'équilibre général. Roos sera également l'un des trois fondateurs de la Société d'économétrie aux côtés de l'économiste norvégien Ragnar Frisch et de l'économiste américain Irving Fisher. Evans a participé à la fondation de la Société et en est devenu l'un des premiers membres.
Le premier économiste à avoir remarqué le travail d'Evans est Harold Hotelling. Il rencontre personnellement Evans lors d'une réunion de l'American Mathematical Society et il est immédiatement impressionné par la portée de son travail qu'il considère comme une « théorie économique naissante » qui « apporterait aux théories anciennes les relations que la dynamique hamiltonienne et la thermodynamique de l’entropie ont apportées à leurs prédécesseurs ». À cette époque, l’économie n’est pas considérée comme une science mathématique et de nombreux économistes doutent même que les mathématiques puissent être utiles aux sciences sociales en général. En conséquence, Evans et Roos ne trouvent qu’un petit public suffisamment outillé pour comprendre leurs œuvres. Néanmoins, les économistes et mathématiciens plus enclins aux mathématiques, Edwin Bidwell Wilson, Irving Fisher, Henry Schultz et Paul Samuelson ont tous reconnu l’importance de leur théorie.
Evans apporte sa contribution principale à l'économie mathématique sous la forme de son ouvrage de 1930, Mathematical Introduction to Economics publié par Mc Graw Hill. La réception du livre ne répond toutefois pas aux attentes d'Evans. L'économiste britannique Arthur L. Bowley, en particulier, se montre très critique en déclarant que le livre ne serait d'aucune utilité ni pour le mathématicien ni pour l'économiste. RGD Allen, un collègue de Bowley, reproche également au livre de ne pas présenter une théorie économique générale et de se concentrer trop sur la résolution de problèmes particuliers. Roos et Hotelling émettent des critiques positives, ce dernier allant même jusqu'à dire que le livre aidait à « jeter les bases sur lesquelles pourraient être fondées les futures contributions à une économie politique de première importance ».
Malgré la réception mitigée de son manuel, Evans continue à s'intéresser à l'économie mathématique tout au long de sa vie. En 1934, il contribue par son article Maximum Production Studied in a Simplified Economic System à la revue récemment créée Econometrica, publiée pour le compte de la Société d'économétrie. Certains de ses étudiants de Berkeley prolongent ensuite ce travail. Il a également maintenu le contact avec le terrain en assistant à des séminaires et en présentant des exposés lors de réunions organisées par la Société d'économétrie et la Cowles Foundation for Research in Economics.
Pendant son séjour à Berkeley, Evans organise chez lui un séminaire hebdomadaire sur l'économie mathématique. Il supervise également de nombreuses thèses de doctorats dans ce domaine, qui suivent des lignes similaires à son travail. L’économiste Ronald Shephard (en) est un de ses élèves les plus remarquables, célèbre pour son lemme de Shephard (en) dérivé. L'ouvrage Cost and Production Functions de Shephard en 1953 élargit le travail théorique d'Evans sur les fonctions de coûts. Il réaffirme également le problème classique du monopole dynamique d'Evans, en intégrant mieux les attentes et les changements de prix. Francis W. Dresch, Kenneth O. May et Edward A. Davis sont d’autres élèves notables.
Certains auteurs, tels que Roy Weintraub, soutiennent que l’incidence de M. Evans sur l’économie mathématique était sévèrement limitée par son refus d’adopter l'utilité dans ses modèles économiques. La théorie subjective de la valeur énonce que les individus visent à maximiser leur plaisir ou leur utilité. Evans fait valoir que les conditions mathématiques permettant d'assurer l'existence d'une fonction d'index telle que l'utilité sont rigides et artificielles. En outre, il déclare qu'« il n'y a pas de quantité mesurable telle que "valeur" ou "utilité" (avec tout le respect que je dois à Jevons, Walras et autres) et qu'il n'y a pas d'évaluation du "plus grand bonheur pour le plus grand nombre"; ou, plus platement, - il n'y a pas une telle chose. ». Son livre de 1930 comporte deux chapitres où il critique l'utilité du point de vue des conditions d'intégrabilité nécessaires pour garantir qu'une fonction de demande soit le résultat de la maximisation d'une fonction d'utilité. Bien que critiquée par de nombreux autres auteurs, l’utilité reste un concept central pour l’économie. De plus, des années 1940 aux années 1960, le keynésianisme a dominé le débat sur la macrodynamique. Dans son ouvrage Foundations of Economic Analysis, Samuelson a formalisé la dynamique en tant qu'étude des propriétés limites des systèmes d'équations différentielles. En ce sens, l'analyse se limite maintenant à la stabilité et à la convergence de ces systèmes autour d'un état stationnaire. La manière dont le système réagit aux chocs est jugée plus pertinente que la compréhension d’un point d’équilibre particulier.
Evans a également montré un intérêt général pour le calcul des variations: une optimisation intertemporelle ravivée par l’essor de la littérature sur la croissance néoclassique (par exemple : Modèle de Ramsey-Cass-Koopmans) qui utilise ostensiblement le contrôle optimal et les hamiltoniens. Les manuels classiques d'économie présentent maintenant couramment une version stylisée du problème de monopole d'Evans.

## Postes notables
- Président du département de mathématiques de l'Université de Californie à Berkeley (1934-1949).
- Président de l'American Mathematical Society (1939-1940).

## Pix et distinctions
Il est fellow de la Société américaine de physique (1921), membre de l'Académie nationale des sciences (1933), de l'Académie américaine des arts et des sciences (1934) et de la Société américaine de philosophie (1941).
Il est lauréat des Colloquium Lectures (AMS) de l'American Mathematical Society en 1916 avec une conférence intitulée « Functionals and their applications, selected topics including integral equations ».

## Sélection de publications
- Evans, « The Dynamics of Monopoly », The American Mathematical Monthly, vol. 31, no 2,‎ 1924, p. 77–83 (DOI 10.2307/2300113, JSTOR 2300113)
- The logarithmic potential, discontinuous Dirichlet and Neumann problems, American Mathematical Society, 1927
- Mathematical introduction to economics, McGraw Hill, 1930[21]
- Evans, « The Role of Hypothesis in Economic Theory », Science, vol. 75, no 1943,‎ 1932, p. 321–324 (PMID 17797670, DOI 10.1126/science.75.1943.321, JSTOR 1657995, Bibcode 1932Sci....75..321E)
- Stabilité et dynamique de la production dans l'économie politique, Gauthier-Villars, 1932
- Evans, « Maximum Production Studied in a Simplified Economic System », Econometrica, vol. 2, no 1,‎ 1934, p. 37–50 (DOI 10.2307/1907949, JSTOR 1907949)
- Evans, « On potentials of positive mass. I », Trans. Amer. Math. Soc., vol. 37, no 2,‎ 1935, p. 226–253 (DOI 10.1090/s0002-9947-1935-1501785-8, MR 1501785)
- Evans, « On potentials of positive mass. II », Trans. Amer. Math. Soc., vol. 38, no 2,‎ 1935, p. 201–236 (DOI 10.1090/s0002-9947-1935-1501809-8, MR 1501809)
- Evans, « Potentials and positively infinite singularities of harmonic functions », Monatshefte für Mathematik und Physik, vol. 43, no 1,‎ 1936, p. 419–424 (DOI 10.1007/BF01707623)
- Evans, « Modern methods of analysis in potential theory », Bull. Amer. Math. Soc., vol. 48, no 3,‎ 1937, p. 481–502 (DOI 10.1090/S0002-9904-1937-06579-7, MR 1563577)
- Evans, « Continua of minimum capacity », Bull. Amer. Math. Soc., vol. 47, no 10,‎ 1941, p. 717–733 (DOI 10.1090/s0002-9904-1941-07541-5, MR 0005261)
- Lectures on multiple valued harmonic functions in space, University of California Press, 1951
- Functionals and their applications; selected topics including integral equations, Dover, 1964